# Americký prezident (film)
Americký prezident (v anglickém originále The American President) je americký romantický film s prvky komedie, který v roce 1995 natočil režisér Rob Reiner. 
Film byl nominován na Zlatý glóbus v kategorii Nejlepší film, cenu ale nezískal a Marc Shaiman byl nominován na Oscara za nejlepší hudbu, který však cenu nezískal. 

## Obsazení
| Michael Douglas    | prezident Andrew Shepherd                       |
| Michael J. Fox     | poradce Lewis Rotschild                         |
| Samantha Mathis    | asistentka prezidenta Janie Basdin              |
| Richard Dreyfuss   | senátor Bob Rumson                              |
| Annette Bening     | lobbistka Sydney Ellen Wade                     |
| Martin Sheen       | náčelník štábu Bílého domu A.J. MacInerney      |
| David Paymer       | zástupce náčelníka štábu Bílého domu Leon Kodak |
| Anna Deavere Smith | tajemnice Bílého domu Robin McCall              |
| Shawna Waldron     | Lucy Shepherd, dcera Andrewa                    |
| Nina Siemaszko     | Beth Wade, sestra Sydney                        |
| Wendie Malick      | Susan Sloan                                     |
| Bean Billingslea   | agent Cooper                                    |

## Produkce
Původně měl hrát prezidenta Andrewa Shepherda Robert Redford, roli později odmítl nicméně po neshodách s režisérem. Film se natáčel od 17. ledna do 19. dubna 1995 ve Washingtonu, v Kalifornii, v  Los Angeles, v Culver City, v Arcadia i na jezerech: Big Bear, Tahoe a Arrowhead a natáčení filmu v bílém domě bylo povoleno samotným tehdejším prezidentem Billem Clintonem. Michael Douglas a Annette Bening měli původně společně si zahrát už ve filmu Skandální odhalení z roku 1994, ke spolupráci nedošlo kvůli těhotenství Annette Benning.